# Henry Paget (1er comte d'Uxbridge, 1663-1743)
Henry Paget (13 janvier 1663 - 30 août 1743) est un propriétaire britannique et un homme politique conservateur qui siège à la Chambre des communes britannique de 1695 à 1712, date à laquelle il est élevé à la pairie en tant que baron Burton.

## Famille
Il est le fils de William Paget (6e baron Paget), et de son épouse Frances Pierrepont, fille de Francis Pierrepoint. Elle est la petite-fille de Robert Pierrepont (1er comte de Kingston-upon-Hull). En 1686, il épouse Mary Catesby. Parmi ses enfants, il y a un fils aîné, Thomas Catesby Paget.

## Carrière
Il est nommé lieutenant adjoint de Middlesex le 6 avril 1689 et de Staffordshire le 14 mai 1689. Il est élu député du Staffordshire le 7 novembre 1695 en tant que conservateur. En 1702, il est nommé sous-lieutenant du Buckinghamshire .
Le 30 avril 1704, il est nommé Lord de l'Amirauté chargé de conseiller Georges de Danemark, et siège jusqu'à la mort du prince le 28 octobre 1708. Il est également Lords du Trésor du 10 août 1710 au 30 mai 1711. Le 13 juin 1711, il est nommé capitaine de la garde. Il devient conseiller privé le lendemain et est élevé à la Chambre des lords sous le titre de baron Burton, de Burton, comté de Stafford, le 1er janvier 1712. Le 26 février 1713, il succède à son père en tant que 7e baron Paget de Beaudesert et est également nommé pour lui succéder en tant que Lord Lieutenant du Staffordshire.
Le 1er mai 1714, il est nommé envoyé extraordinaire auprès de l'électeur de Hanovre, mais refuse d'y aller à moins d'être nommé comte, ce que la reine Anne refuse. Cependant, lorsque l'électeur devient George Ier de Grande-Bretagne le 1er août, il élève Paget dans la pairie comme comte d'Uxbridge dans le comté de Middlesex le 19 octobre 1714 et le nomme membre du nouveau Conseil privé, le 16 novembre 1714. En 1727, la ville d’Uxbridge, dans la Colonie du Massachusetts, est nommée en l’honneur de Henry Paget, premier comte d’Uxbridge.

## Fin de carrière
En 1715, Lord Uxbridge cesse d'être le capitaine des Yeomen de la Garde et Lord Lieutenant et occupe le poste d'enregistreur de Lichfield, jusqu'à sa mort.
Lady Uxbridge meurt subitement le 3 novembre 1734 et est enterrée à West Drayton le 9 novembre. Le 7 juin 1739, Lord Uxbridge se remarie avec Elizabeth Bagot (née le 3 mars 1674). Elle appartient à une autre famille du comté de Staffordshire, fille de feu Sir Walter Bagot, 3e baronnet (à qui Uxbridge a succédé au Parlement en 1695). Il a soixante-seize ans et elle soixante-neuf ans. En 1740, il devient juge de paix du Cambridgeshire.
Le comte d'Uxbridge meurt à West Drayton le 30 août 1743, à l'âge de quatre-vingts ans. Comme son fils Thomas, lord Paget est mort avant lui, le 4 février 1742, son petit-fils Henry lui succède. Il devient le 2e comte. Sa veuve, Lady Uxbridge, décède le 2 septembre 1749.